# Бабка (городище)
Бабка — славянское городище-святилище на восточной оконечности песчаной возвышенности неподалеку от одноимённого села, что в Варашском районе Ровенской области.
Круглая площадка диаметром 30 метров окружена углублениями в виде прерывистого ровика и отдельных корытовидных ям. Почти в центре площадки находится столбовая яма (диаметр 0,5 метра и глубина 0,7 метра) и скопление угля диаметром 1 м. В южной части обнаружено трупосожжение в горшке. На городище найдены нож, кости животных, обломки лепной и гончарной посуды VIII—X вв. На вершине окружающего вала лежат уголь и обгоревшие бревна. Мелкий ров заполнен прослойками угля. Рядом расположено синхронное селище.